# Alison Wheeler (chanteuse)
Pour les articles homonymes, voir Wheeler.
Pour l'actrice et humoriste française, voir Alison Wheeler.
Alison Wheeler, née le 4 mars 1972, est une chanteuse britannique.
La carrière musicale de Alison Wheeler a débuté à l'université dans un groupe de reprises appelé Melt City, aux côtés de Hal Ritson, aujourd'hui membre du groupe The Young Punx, Kev Dowd, aujourd'hui membre du groupe Lowbrow, James Woods, aujourd'hui membre du groupe Jam Sandwich et Dom Wilhelm (du groupe britannique pop punk des années 1990 Satellite Beach). À son arrivée à Londres, elle rejoint le groupe indépendant Junk, rebaptisé Treehouse, bien connu sur le circuit des concerts de Camden et Islington (The Dublin Castle, Bull & Gate, the Laurel Tree, the Hope & Anchor, Islington),.
En 1998, Alison Wheeler a répondu à une audition pour un « girl band » Virginia, dirigé par le producteur de disques Ian Shaw (fondateur de Warm Fuzz Records) et composé à l'époque de Louise Miller et Lee Winnick, cette dernière étant remplacée peu après par Laura Matthews. Virginia a été invité à plusieurs reprises sur les ondes de la BBC, notamment par Janice Long, Jonathan Ross, Gyles Brandreth, Nicky Campbell et Ned Sherrin, et a fait des apparitions à la télévision en Irlande du Nord dans le cadre du Benny Hill Show. Des titres du premier album de Virginia, Firstbite, ont été classés au Billboard américain.
Elle est connue comme étant la chanteuse du groupe The Beautiful South de 2003 à 2007,.